# Tiago Ronaldo
Tiago Alexandre Carvalho Gonçalves (nascut el 28 de desembre de 1988), conegut comunament com a Ronaldo, és un futbolista professional portuguès que juga al Pevidém SC com a migcampista.

## Carrera de club
Nascut a Loures, àrea metropolitana de Lisboa, Ronaldo es va graduar a l'acadèmia juvenil del Vitória de Guimarães per a la temporada 2007-08, en la qual el club del Minho acabava de tornar a la Primeira Liga. La seva aportació competitiva amb el primer equip va consistir en dues aparicions com a suplent, contra el CF União de Lamas a la Taça de Portugal (victòria a casa per 4–2) el 19 d'octubre de 2008 i contra l'SC Olhanense a la Taça da Liga el 18 de gener següent (victòria 3–0, també a l'Estàdio D. Afonso Henriques).
El 2 de juliol de 2009, Ronaldo va signar amb l'Standard de Lieja de Bèlgica per un contracte de dos anys. L'any següent, sense haver participat a la Pro League del país, va tornar a Portugal i es va incorporar al Moreirense FC de la Segona Lliga. Va debutar a la lliga professional el 29 d'agost de 2010, jugant set minuts en la victòria a casa per 1-0 contra el GD Estoril Praia.
Ronaldo va continuar la seva carrera a la tercera divisió els anys següents, representant el Juventude Sport Clube (a Évora), el GD Tourizense i el FC Vizela. Va passar al CD Santa Clara a la segona categoria per a la campanya 2014-15, unint-se al Vizela de la lliga dos anys després.